# Platycorynus pubicollis
Platycorynus pubicollis es una especie de insecto coleóptero de la familia Chrysomelidae.
Fue descrita científicamente en 1985 por Medvedev & Rybakova.